# Windham Hill Records
Windham Hill Records è un'etichetta discografica statunitense fondata dal chitarrista William Ackerman e dalla moglie Anne Robinson.
Tra gli artisti che hanno inciso per la Windham Hill vi sono, oltre allo stesso Ackerman, George Winston, Michael Hedges, Alex de Grassi, Robbie Basho, Tuck & Patti, Wim Mertens.

## Storia
Nel 1976 la Windham Hill apre con la produzione di alcuni lavori di musica folk dello stesso Ackerman e di altri chitarristi dello stesso genere. Solo successivamente vengono messi sotto contratto artisti di musica etnica ed elettronica e, benché questi non si siano mai definiti esplicitamente "new age", i critici delle riviste specializzate hanno cominciato, soprattutto dagli anni ottanta in poi, a etichettare i lavori della Windham Hill come appartenenti a questo genere musicale.
Caratteristica comune agli album usciti in quegli anni è l'ottima qualità tecnica delle incisioni, pur in mancanza di supporti digitali (che verranno qualche anno dopo), con suoni puliti e distorsioni ridotte praticamente a zero. Le copertine avevano una grafica essenziale ed elegante, e la Windham Hill acquisisce in breve tempo un grande prestigio distinguendosi tra le molte etichette indipendenti nate in quel periodo.
Per la distribuzione, l'etichetta si è servita della A&M Records, fino a che quest'ultima non è stata acquisita dalla Polygram nel 1989. A partire da quella data, i dischi sono stati distribuiti dalla BMG, che nel 1992 ha acquistato da Ackerman il 50% della società e nel 1996 l'altro 50%.
Attraverso la RCA, la Windham Hill si è poi fusa con altre etichette quali la Private Music di Peter Baumann e la High Street Records, costituendo il "Windham Hill Group". Con questa fusione, vengono a far parte del gruppo altri artisti quali Yanni, Vangelis e Ray Lynch che originariamente incidevano per etichette diverse.
Dopo la fusione tra Sony Music e BMG-Ariola avvenuta nel 2004, gli album Windham Hill sono stati editi sotto etichetta Legacy Recordings, una divisione della Sony BMG, che ripubblica il catalogo "storico" della casa discografica, ma è improbabile che venga pubblicato nuovo materiale sotto etichetta Windham Hill. 
Solo nel 2006, in occasione del trentesimo anniversario dell'etichetta, la Sony BMG ha pubblicato con etichetta Windham Hill un cofanetto celebrativo in edizione limitata, contenente anche un articolo scritto appositamente da William Ackerman.